# La Bataille d'Aboukir
La Bataille d'Aboukir est une œuvre d'Antoine-Jean Gros, peinte en 1806.

## Description
L'œuvre est une huile sur toile. Elle représente la bataille d'Aboukir, le 25 juillet 1799.

## Localisation
L'œuvre est située dans la salle du Sacre, au château de Versailles.

## Historique
L'œuvre est commandé par Joachim Murat à Antoine-Jean Gros. Elle date de 1806.